# Luật pháp và kinh tế học
Luật pháp và Kinh tế hay phân tích khía cạnh kinh tế trong pháp luật là việc áp dụng các lý thuyết kinh tế (đặc biệt lý thuyết kinh tế vi mô) để phân tích về luật mà bắt đầu chủ yếu là với các học giả trường phái kinh tế học Chicago. Các khái niệm kinh tế được sử dụng để giải thích tác dụng của pháp luật, để đánh giá các quy định pháp lý có hiệu quả về mặt kinh tế, và dự đoán các quy tắc pháp lý sẽ được ban hành.

## Quan hệ với các ngành và các phương pháp tiếp cận
Như được sử dụng bởi các luật sư và các học giả pháp lý, cụm từ "Luật pháp và Kinh tế" đề cập đến ứng dụng phân tích kinh tế vi mô trong các vấn đề pháp lý. Bởi vì sự chồng chéo giữa các hệ thống pháp luật và hệ thống chính trị, một số vấn đề về luật và kinh tế cũng được nêu ra trong kinh tế chính trị, kinh tế hiến pháp và khoa học chính trị.
Những cách tiếp cận các vấn đề tương tự từ quan điểm Marxist và lý thuyết phê phán / trường phái Frankfurt thường không tự nhận mình là "luật pháp và kinh tế". Ví dụ, nghiên cứu bởi các thành viên của phong trào nghiên cứu pháp lý phê phán và xã hội học của pháp luật xem xét nhiều vấn đề cơ bản cũng như những công việc được dán nhãn "luật pháp và kinh tế", mặc dù từ một phối cảnh rất khác nhau.